# Liangcun, Guangdong
Liangcun (kinesiska: 梁村) är en köping i sydöstra Kina. Den ligger i Huaiji härad i staden Zhaoqing i provinsen Guangdong, omkring 160 kilometer nordväst om provinshuvudstaden Guangzhou. Antalet invånare är 64 952. Befolkningen består av 33 076 kvinnor och 31 876 män. Barn under 15 år utgör 30 %, vuxna 15-64 år 60 %, och äldre över 65 år 8,0 %.